# Йордан Цветанов (революционер)
Йордан (Орде) Цветанов е български революционер, деец на Вътрешната македоно-одринска революционна организация.

## Биография
Йордан Цветанов е роден в град Прилеп, тогава в Османската империя, днес в Северна Македония. Присъединява се към ВМОРО и действа като четник на Милан Гюрлуков. През 1920 година е заловен във Велес, отведен в Прилеп и измъчван, осъден е на 20 години и е затворен в сръбския затвор Лепоглава, където умира по-късно. Брат му Илия Цветанов емигрира в Кембъл, Охайо, САЩ, където участва в основаването на Македонската патриотична организация „Тодор Александров“.